# Ashton-Tate

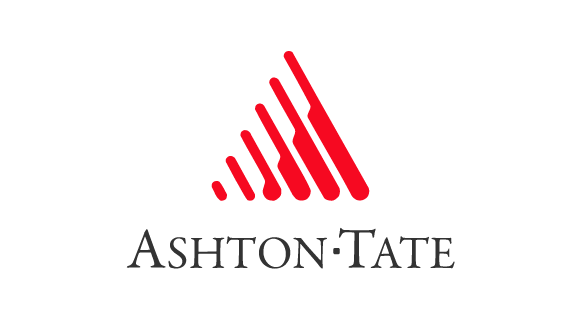
Logo de la compañía Ashton-Tate

Ashton-Tate fue una compañía de software de Estados Unidos, famosa por desarrollar la aplicación de base de datos dBase. Ashton-Tate creció desde una pequeña compañía de garaje hasta convertirse en una multinacional con centros de desarrollo de software repartidos por Estados Unidos y Europa. Llegó a ser una de las "Tres Grandes" compañías de software, que incluía a Microsoft y a Lotus, pero tropezó y posteriormente fue comprada por Borland en septiembre de 1991.

## Historia
La historia de Ashton-Tate y dBASE se entremezcla y por lo tanto debe ser discutida en paralelo.

### Orígenes: SPI y dBase II (1980-1982)
La sociedad que después sería Ashton-Tate fue fundada en enero de 1980 por George Tate y Hal Lashlee como Software Plus, Inc (SPI), una casa de distribución de software. La primera empresa de SPI fue una compañía de venta por correo llamada Discount Software y operaba desde el garaje de Tate. La demanda de programas de microcomputador y servicio permitió a la compañía expandirse. A finales de 1980 SPI operaba desde un apartamento de 2 dormitorios y se había añadido otra empresa llamada Softstream, Inc., un distribuidor al por mayor.
Durante aquel año, un cliente pidió a SPI que le vendiese un nuevo programa de base de datos llamado Vulcan. Esto llevó a Tate y a Lashlee a buscar al autor del programa. Wayne Ratliff lo había escrito para facilitarle la puesta en marcha de unas apuestas de fútbol para la oficina en el Jet Propulsion Laboratory. Vulcan era una aplicación de base de datos que funcionaba sobre el sistema operativo CP/M y partía del JPL/DIS, un programa para Univac 1106 utilizado en el JPL y escrito por su compañero Jeb Long. Tate y Lashlee ofrecieron a Ratliff royalties a cambio de los derechos exclusivos de publicación de Vulcan y Ratliff accedió. Como resultado de ese acuerdo, además SPI se convirtió en empresa editora.
SPI contactó con Hal Pawluk para que le ayudase con la publicidad y venta del nuevo producto. Pawluck creó el nombre de la nueva compañía editora combinando el apellido de George con el ficticio Ashton. Posteriormente, George Tate compró un loro y le puso de nombre Ashton. Pawluck también creó el nombre de dBASE, en parte para evitar posibles problemas de marcas comerciales de Vulcan. El producto lo llamaron dBASE II para hacer ver que era más estable que el inexistente dBASE I. dBASE II salió a la venta a 695 dólares y los pedidos estallaron.
La compañía pronto pudo contratar a Ratliff y a Long, y a principios de 1982 contaba ya con 17 empleados. Al final del año fiscal en enero de 1982 tenía ingresos de casi 3,7 millones de dólares y unas pérdidas operativas de 313 mil. Para expandir más la empresa e incorporar prácticas de negocio, contrataron a David Cole como su segundo Presidente, sucediendo a Tate en febrero de 1982.
Como Cole empezó a tomar el control de Ashton-Tate y el negocio de la publicación, Lashlee cogió responsabilidad para gestionar el negocio de distribución en SPI. Entre las primeras actuaciones de Cole destacan la contratación de un contable para integrar un sistema financiero, la creación de una estructura de gestión corporativa y la introducción de procesos para la gestión de las operaciones y los pedidos. La misión de Cole era: alternar el balance de poder entre los que entienden como funcionan los ordenadores hacia los que necesitan lo que los ordenadores hacen.
En 1982 se portó dBASE II al IBM PC y el resultado se distribuyó en septiembre de ese año. Con la creciente popularidad de los cada vez mayores discos duros en los ordenadores personales, dBASE II se convirtió en un enorme vendedor. Para su tiempo dBASE era extremadamente avanzado. Era uno de los primeros productos multiarchivo que funcionaban en microcomputadores, y su entorno de programación le permitía construir aplicaciones personalizadas para casi cualquier cosa. No obstante, aunque los microcomputadores tenía una cantidad limitada de memoria y almacenamiento en ese tiempo, dBASE permitía automatizar una enorme cantidad de tareas de tamaño pequeño a mediano.
Octubre de 1982 también vio el lanzamiento de dos productos con poco éxito: Financial Planner y Bottom Line Strategist. Ambos fueron lanzados al mismo precio que dBASE II, pero rápidamente fueron rebajados y finalmente descatalogados.

### Ashton-Tate: OPV y dBASE III (1983–1985)
Hacia finales de enero de 1983 la compañía había vuelto a tener beneficios. En febrero la compañía lanzó dBASE II RunTime, que permitía escribir aplicaciones dBASE para luego distribuirlas sin que los clientes tuviesen que comprar el paquete completo de dBASE. Poco después abrieron su primera subsidiaria en el extranjero en Reino Unido. Las ventas crecían al mismo ritmo que el aumento de empleados. La compañía contrató a su primer jefe de Recursos Humanos, añadió su primer paquete de beneficios y trasladó su sede a la calle West Jefferson Boulevard, en Culver City. En abril, Cole asumió el título de CFO y preparó la compañía para la OPV.
En mayo de 1983 la compañía se deshizo de sus negocios de distribución y venta por pcorreo y cambió su nombre oficial por el de Ashton-Tate. Tomó algunos pasos para controlar su tecnología creando un equipo de desarrollo interno, y diversificó invirtiendo en dos equipos de desarrollo externos: Forefront Corporation y Queue Associates. Aquel verano lanzaron Friday!. Al tiempo de la OPV de noviembre de 1983, la compañía alcanzó los 228 empleados. La OPV alcanzó los 14 millones de dólares. Cuando el año fiscal acabó en enero de 1984, los ingresos por ventas se habían más que doblado hasta los 43 millones y el beneficio neto saltó desde los 1,1 millones del año 1983 hasta los 5,3 millones.
En mayo de 1984 anunció dBASE III como el sucesor de dBASE II, lanzándolo en julio de ese mismo año. En julio también sacaron Framework, un conjunto de aplicaciones de oficina desarrollado por Forefront y financiado por Ashton-Tate. Estas fueron las primeras aplicaciones que la compañía sacó al mercado con sistemas de protección contra copia en un intento de detener la piratería de sus programas.
dBASE III fue la primera versión escrita en el lenguaje de programación C para hacer más fácil la transición a otras plataformas. Para facilitar la reescritura, un programa de conversión automático se usó para convertir el código del Vulcan desde el lenguaje ensamblador del Z-80 para CP/M y del 8088 para DOS hacia C, lo cual resultó en el inicio de una base de código antigua difícil de mantener que retrasaría a la empresa los siguientes años. Esto también tuvo como resultado lateral que el programa se ejecutase algo lento, algo que preocupaba en el momento del lanzamiento. Cuando fueron apareciendo nuevas máquinas el problema simplemente se fue gracias al mayor rendimiento del hardware.
En otoño de 1984 la empresa contaba con unos 500 empleados y tenía unas ventas de 40 millones de dólares al año, la inmensa mayoría procedentes de dBASE o utilidades relacionadas.
George Tate murió de un ataque al corazón a los 40 años el 10 de agosto de 1984. David Cole fue CEO brevemente, pero el 29 de octubre anunció su renuncia, entrando en Ziff-Davis, dejando a Ed Esber como sucesor. Cole contrató a Esber porque fue el experto en marketing que lanzó a VisiCalc y los primeros canales de distribución de software personal.
Durante el mandato de siete años de Esbert, Ashton-Tate tuvo algunos de sus más prósperos años y también algunos de sus más controvertidos. Es entonces también cuando la compañía pasó a ser una de "Las Tres Grandes" empresas de software de ordenadores personales que participaron en la "tormenta" de principios de los años 1980, y era considerada de igual a igual con Microsoft y Lotus. Bajo su liderazgo, sus ventas crecieron un 600%, desde los 40 millones de dólares hasta los 318 millones.
En noviembre, poco después de la llegada de Esber, se distribuyó dBASE III versión 1.1 para corregir algunos de los numerosos errores encontrados en la versión 1.0 del producto. En cuanto salió a la venta, el desarrollo se centró en la siguiente versión, conocida internamente como dBASE III versión 2.0. Entre otras cosas, la versión 2.0 tendría un nuevo núcleo para más velocidad y nuevas funcionalidades para mejorar la programación de aplicaciones.
La relación de Esber con Wayne Ratliff, sin embargo, fue tumultuosa y Ratliff se fue pocos meses después. Un grupo de trabajadores del departamento de ventas y márqueting le acompañaron en Migent Corporation para competir con Ashton-Tate. Después, en enero de 1987, Ashton-Tate denunció a Migent por la supuesta apropiación indebida de secretos del producto. Ratliff llegaría a intentar volver a Ashton-Tate hablando con Esber e insistió en que este le supervisaría. Jeb Long actuó como principal arquitecto de dBASE durante la ausencia de Ratliffe.
En octubre de 1985, la compañía lanzó dBASE III Developer's Edition. Internamente este producto era conocido como la versión 1.2. Incluía algunas características que se esperaban estuviesen en la versión 2.0 próxima, incluyendo un nuevo núcleo y capacidades útiles especialmente para programadores. Esta versión fue una, si no la más estable de dBASE que Ashton-Tate llegaría a lanzar. Curiosamente, fue también una de las menos conocidas y normalmente caía en el olvido. Principalmente, era algo que sacar para tranquilizar a los programadores que esperaban la versión 2.0.
A finales de 1985, la empresa se mudó a la que sería su sede final en Torrance. Sin embargo, el desarrollo de dBASE se centralizaba en las oficinas de Glendale.

### dBASE III+ y sus clones (1986–1987)
dBASE III+, una versión que incluía menús basados en caracteres para facilitar su uso, tuvo problemas y tuvo que ser pedido de vuelta justo antes de su lanzamiento, a principios de 1986, debido a un problema de configuración en su sistema anti-copia. Sin embargo, la compañía lo solucionó con aplomo, y aunque algunos clientes se vieron afectados, Ashton-Tate hizo mucho para mejorar la relación con sus clientes en lugar de empeorarlo. dBASE III+ iba a ser tan exitoso como su predecesor dBASE II lo había sido, logrando unas ventas de 300 millones en 1987.
dBASE había crecido hasta ser poco manejable durante años, así que Esber comenzó un proyecto junto a Mike Benson para reorganizar dBASE para el nuevo mundo de las aplicaciones cliente-servidor. Iba a ser una reescrtura completa, diseñado como el dBASE de la nueva generación.
dBASE era un producto complejo, y una floreciente industria de third-parties surgió para soportarlo. Algunos productos fueron introducidos para mejorar ciertos aspectos, tanto de programación como de operaciones del día a día. Mientras Ashton-Tate anunciaba versiones nuevas, a menudo decidían incluir alguna funcionalidad provista por las third-parties como características del sistema base. Las ventas de la versión de la third-party se paraban inmediatamente, aunque la nueva versión de dBASE finalmente no incluyese esa capacidad. Después de algunos anuncios vaporware, los desarrolladores third-parties comenzaron a preocuparse.
Una adición particularmente importante para el cartel de complementos de terceros es la eventual liberación de los compiladores de dBASE, que partiendo de un proyecto de dBASE lo compilaría y enlazaría en un programa independiente ejecutable. Esto no sólo hizo que el proyecto resultase fácil de distribuir a los usuarios finales, sino que no requeriría que dBASE estuviese instalado en la máquina. Estos compiladores esencialmente sustituyen la propia solución de Ashton-Tate a este problema, a 395 dólares por máquina, y por lo tanto eliminar una fuente de ingresos de Ashton-Tate. El abuelo de los compiladores fue Clipper, de Nantucket Software. Finalmente, algunos de ellos desarrollaron clones de dBASE en toda regla.
A Esber le preocupaban las compañías que clonaban los produtos dBASE, pero siempre apoyaba a los desarrolladores third-parties, a los que veía como una parte importante del ecosistema de dBASE. No creía ni apoyaba las compañías que clonaban dBASE y se aprovecharon de los millones de dólares que los accionistas habían pagado para comercializar dBASE. Empezando con pequeñas acciones, al final trató de detener a los imitadores con cartas de cease-and-desist y amenazas de acciones legales. Esto comenzó un gran debate sobre la propiedad de los lenguajes de programación y lemas de innovación no litigación.
Como resultado de este conflicto continuado, la comunidad de imitadores se llevaron lentamente algunos de los clientes de empresas pequeñas de dBASE. Afortunadamente para Ashton-Tate, las grandes empresas siguieron con dBASE.